# Выборы губернатора Хабаровского края (2013)
Выборы губернатора Хабаровского края состоялись в Хабаровском крае 8 сентября 2013 года в единый день голосования. Одновременно в Хабаровске состоялись и выборы мэра города. Также прямые выборы губернаторов прошли ещё в семи субъектах Российской Федерации.
На 1 января 2013 года в Хабаровском крае было зарегистрировано 1 043 191 избирателей. Губернатор Хабаровского края избирается сроком на 5 лет до 2018 года.

## Предшествующие события
С 1991 года по 2009 год Хабаровским краем руководил Виктор Ишаев (в 1991 году был назначен указом президента РФ, затем избирался в 1996, в 2000 и в 2004, в 2007 году досрочно наделён полномочиями губернатора).
30 апреля 2009 года Виктор Ишаев указом президента Медведева был назначен полпредом президента в Дальневосточном федеральном округе. Исполняющим обязанности губернатора Хабаровского края был назначен Вячеслав Шпорт, ранее занимавший пост заместителя председателя правительства — министра промышленности, транспорта и связи Хабаровского края. Через несколько дней Законодательная дума Хабаровского края утвердила его в должности сроком на 4 года. В декабре 2010 года Хабаровская краевая дума увеличила срок полномочий губернатора с четырёх лет до пяти.
30 апреля 2013 года полномочия Шпорта истекли, однако указом президента РФ Владимира Путина он был назначен временно исполняющим обязанности главы региона до вступления в должность губернатора, избранного в сентябре 2013 года.

### Назначение выборов
До 2013 года региональные и местные выборы проходили два раза в год — в марте и октябре. Причём оба дня голосования назывались едиными. В течение 2012 года Госдума рассмотрела проект закона о едином дне голосования. Законопроект был принят, а в сентябре 2012 года закон о едином дне голосования со второго раза одобрил Совет Федерации.
В соответствии с принятым проектом закона, все региональные выборы проводятся в один день — второе воскресенье сентября. В 2013 году, таким образом, они проводятся 8 сентября. В этот день будут избраны все органы власти, у которых полномочия заканчиваются в 2013 году. У тех, у кого полномочия заканчиваются до дня голосования, они будут продлены до сентября. Тем, у кого сроки заканчиваются в октябре-декабре, полномочия сократят. В единый день голосования проводятся том числе и досрочные выборы.
Выборы губернатора Хабаровского края назначает Законодательная Дума Хабаровского края. Решение о назначении выборов должно быть принято не ранее чем за 100 дней и не позднее чем за 90 дней до дня голосования, а затем опубликовано в СМИ не позднее чем через пять дней со дня его принятия. 30 мая 2013 года депутаты Законодательной думы утвердили дату проведения выборов губернатора: выборы были назначены на 8 сентября 2013 года. Депутаты не могли назначить выборы на другую дату, так как по федеральному законодательству все выборы, кроме думских и президентских, проходят в единый день голосования (второе воскресенье месяца).

## Процедура выдвижения и регистрации

### Право выдвижения кандидатов
В Хабаровском крае кандидаты выдвигаются только политическими партиями, имеющими в соответствии с федеральными законами право участвовать в выборах. При этом кандидатам не обязательно быть членом какой-либо партии. Самовыдвижение кандидатов невозможно.
Губернатором Хабаровского края может быть избран гражданин Российской Федерации, достигший возраста 30 лет.

### Муниципальный фильтр
Кандидат, претендующий на должность губернатора Хабаровского края, должен собрать в свою пользу не менее 8 % подписей депутатов и глав муниципальных образований. Их в крае в июле насчитывалось 2379 человек. Таким образом необходимо было собрать не менее 191 подписи и не более 200. При этом не менее 28 из них должны быть уровня районов (их в крае 17) и городских округов (их два — Хабаровск и Комсомольск-на-Амуре). Кроме того, подписи должны быть представлены минимум из 15 районов и городских округов.
Подписи от кандидатов принимались до 24 июля 2013 года включительно.

### Кандидаты
Кандидатов на выборах губернатора Хабаровского края выдвинули 5 партий. Зарегистрировано было только четверо.
Каждый из кандидатов при регистрации должен представил список из трёх человек, один из которых, в случае избрания кандидата губернатором, станет сенатором в Совете Федерации от правительства региона. Новый порядок формирования Совета Федерации вступил в силу в декабре 2012 года.
| Кандидат         | Должность (на момент выдвижения)                                                       | Партия              | Статус |
| ---------------- | -------------------------------------------------------------------------------------- | ------------------- | --- |
| Андрей Громов    | индивидуальный предприниматель, сопредседатель движения «Дальневосточная альтернатива» | РПР — Парнас        | отказано в регистрации, так как кандидат предоставил недостаточное количество достоверных подписей депутатов |
| Виктор Постников | депутат Законодательной думы Хабаровского края                                         | КПРФ                | зарегистрирован                                                                                              |
| Сергей Фургал    | депутат Госдумы                                                                        | ЛДПР                | зарегистрирован                                                                                              |
| Вячеслав Шпорт   | вр. и. о. губернатора Хабаровского края                                                | Единая Россия       | зарегистрирован                                                                                              |
| Сергей Ящук      | депутат Законодательной думы Хабаровского края                                         | Справедливая Россия | зарегистрирован                                                                                              |

## Итоги выборов
После подсчета 100 % бюллетеней избирательная комиссия Хабаровского края огласила следующие результаты. В выборах в приняли участие 350 232 человека, таким образом явка избирателей составила 33,88%.
| Явка избирателей                                      | Явка избирателей                                      | Явка избирателей | Явка избирателей |
| ----------------------------------------------------- | ----------------------------------------------------- | ---------------- | ---------------- |
| Число избирателей, включённых в список избирателей    | Число избирателей, включённых в список избирателей    | 1 033 648        | 100 %            |
| Из них приняли участие в выборах (выдано бюллетеней)  | Из них приняли участие в выборах (выдано бюллетеней)  | 350 232          | 33,88 %          |
| Процент испорченных бюллетеней                        |                                                       |                  |                  |
| Приняли участие в голосовании (возвращёно бюллетеней) | Приняли участие в голосовании (возвращёно бюллетеней) | 349 711          | 100 %            |
| Из них действительных бюллетеней                      | Из них действительных бюллетеней                      | 338 425          | 96,78 %          |
| Из них недействительных бюллетеней                    | Из них недействительных бюллетеней                    | 11 286           | 3,22 %           |
| Распределение голосов:                                |                                                       |                  |                  |
| 1.                                                    | Вячеслав Шпорт                                        | 223 542          | 63,92 %          |
| 2.                                                    | Сергей Фургал                                         | 66 920           | 19,14 %          |
| 3.                                                    | Виктор Постников                                      | 34 020           | 9,73 %           |
| 4.                                                    | Сергей Ящук                                           | 13 943           | 3,99 %           |
| Число действительных (учтённых) бюллетеней            | Число действительных (учтённых) бюллетеней            | 338 425          | 100 %            |